# راهزنان (فیلم ۱۹۶۲)
راهزنان (اسپانیایی: Los atracadores‎) یک فیلم جنایی اسپانیایی است که در سال ۱۹۶۲ منتشر شد. از بازیگران آن می‌توان به پیر بریس اشاره کرد.